# Galaxy Express
Galaxy Express(ギャラクシー·エクスプレス、朝鮮語: 갤럭시 익스프레스)は、2006年に結成された韓国のパンクロック、ガレージロックバンドである。

## メンバー
- パク・チョンヒョン - ボーカル、ギター
- イ・ジュヒョン - ボーカル、ベース
- キム·フイグォン - ドラム

### 旧メンバー
- ユン·ホング - ドラム、ボーカル

## ディスコグラフィー

### スタジオ·アルバム
- 『Noise On Fire』 (2008年)
- 『Wild Days』 (2010年)
- 『GALAXY EXPRESS』 (2012年)
- 『Walking On Empty』 (2015年)

### ミニ·アルバム
- 『Ramble Around』 (2007年)
- 『To The Galaxy』 (2007年)
- 『Come On And Get Up』 (2009年)
- 『いたずらっ子』 (2011年)

### その他
- 「水をくださいプロジェクト」 (2008年)
- 「RUBY'S PARADISE 2009」 (2009年)
- 「Into the K-League」 (2010年)
- 「君と僕」 (2015年)